# Kishimoto Seishi
Kishimoto Seishi (岸本 聖史 (Ngạn Bản Thánh Sử)) là một họa sĩ truyện tranh người Nhật, nổi tiếng với các tác phẩm như 666 Satan và Blazer Drive.

## Gia đình
Seishi là em trai song sinh của Kishimoto Masashi, tác giả của bộ truyện Naruto. Có một đặc điểm khá nổi bật giữa hai anh em Masashi và Seishi, đó chính là phong cách sáng tác của họ khá giống nhau, lý do là hai người đã cùng vẽ manga với nhau ngay từ thuở nhỏ. Vì vậy không ngạc nhiên khi nhiều người chỉ trích rằng Seishi và Masashi sao chép tác phẩm của nhau. Về phần mình, Seishi cho rằng hai ông không có ý vẽ giống nhau như vậy, nhưng đây là điều khó tránh vì cả hai đều chịu chung một ảnh hưởng trên nhiều khía cạnh của phong cách sáng tác của họ. Bản thân Masashi cũng yêu cầu các otaku chấm dứt việc gọi em trai Seishi của mình là "kẻ sao chép".
Hiện Kishimoto Seishi đã kết hôn và có một con gái 19 tuổi tên Kaze, về sau cô đổi tên thành Kaze no Shugoshin (風 の保護者, Phong chi Bảo Hộ Giả, có nghĩa là "Người bảo vệ của Gió"). Một điều đáng chú ý là nhân vật Kaze no Shugoshin sẽ xuất hiện trong loạt manga Naruto của Kishimoto Mashahi. Bản thân Kaze cũng dự định tiếp nối truyền thống mangaka của cha và bác mình. Vào tháng 12 năm 2008, Kaze thành lập một trang web nói về tác phẩm Naruto của người bác Masashi.

## Tác phẩm
Seishi là tác giả của bộ manga nổi tiếng 666 Satan - được đăng lần đầu trên tạp chí hàng tháng Monthly Shōnen Gangan và do hãng VIZ nắm bản quyền phát hành ở Bắc Mỹ với cái tên O-Parts Hunter. Vào năm, Seishi tiếp tục cho ra lò một loạt manga mới mang tên Blazer Drive, đăng trên tạp chí hàng tháng Monthly Shōnen Rival.
Danh sách các tác phẩm chính của Kishimoto Seishi:
- Trigger (đăng trên tạp chí Comic Bom Bom)
- Akatsuki
- Tenchu: The Wrath of Heaven
- 666 Satan (đăng trên tạp chí Monthly Shōnen Gangan)
- Blazer Drive (đăng trên tạp chí Monthly Shōnen Rival)